# Liste der britischen Gesandten beim Reichstag des Heiligen Römischen Reichs
Diese Seite listet die britischen Gesandten beim Reichstag des Heiligen Römischen Reichs zu Regensburg (bis 1806). Zur Liste der britischen Gesandten beim römisch-deutschen Kaiser siehe Liste der britischen Botschafter in Österreich. Zur Liste der britischen Gesandten in Deutschland ab 1815 siehe Liste der britischen Botschafter in Deutschland.

## Gesandte
| Ernennung / Akkreditierung | Name                                               | Bemerkungen | ernannt von | akkreditiert während der Regierung von | Posten verlassen |
| -------------------------- | -------------------------------------------------- | --- | ----------- | -------------------------------------- | ---------------- |
| 1707                       | Philip Meadowes                                    | außerordentlicher Gesandter (1672–1757) | Anne        | Joseph I.                              | 1709             |
| 1707                       | Francis Palmes                                     | außerordentlicher Gesandter Generalmajor | Anne        | Joseph I.                              | 1708             |
| 1709                       | Francis Palmes                                     | außerordentlicher Gesandter Generalmajor | Anne        | Joseph I.                              | 1711             |
| 1710                       | Charles Mordaunt, 3. Earl of Peterborough          | Special Mission | Anne        | Joseph I.                              | 28. Nov. 1711    |
| 23. Nov. 1711              | Simon Clement                                      | Geschäftsträger kam als Gesandtschaftssekretär von Lord Petersborough im März 1710 nach Wien. Im Juli 1715 reiste er in Italien, Kroatien, Ungarn, Wien, Deutschland und den Niederlanden. Sein handschriftliches Reisetagebuch hat den Titel A Journal of my travails into the Lower Hungary, Sclavonia. Croatia, Friuli, Carniola and Stiria in the year 1715 | Anne        | Karl VI.                               | 25. Nov. 1714    |
| 1711                       | Charles Whitworth, 1. Baron Whitworth              | Botschafter | Anne        | Karl VI.                               |                  |
| 1714                       | James Stanhope, 1. Earl Stanhope                   | in Begleitung von Baron Cobham | Georg I.    | Karl VI.                               |                  |
| 1714                       | Richard Temple, 1. Viscount Cobham                 | | Georg I.    | Karl VI.                               | 1715             |
| 1715                       | George Carpenter, 1. Baron Carpenter               | ernannt, nicht akkreditiert | Georg I.    | Karl VI.                               |                  |
| 1715                       | Luke Schaub                                        | Geschäftsträger | Georg I.    | Karl VI.                               |                  |
| 1715                       | Abraham Stanyan                                    | in Prag | Georg I.    | Karl VI.                               | 1716             |
| 1716                       | Abraham Stanyan                                    | | Georg I.    | Karl VI.                               | 1718             |
| 1718                       | Robert Sutton, 2. Baron Lexinton                   | | Georg I.    | Karl VI.                               | 1723             |
| 1718                       | Luke Schaub                                        | Geschäftsträger | Georg I.    | Karl VI.                               |                  |
| 1718                       | François-Louis de Pesmes de Saint-Saphorin         | Geschäftsträger | Georg I.    | Karl VI.                               | 1727             |
| 1719                       | William Cadogan, 1. Earl Cadogan                   | Botschafter | Georg I.    | Karl VI.                               | 1720             |
| 1721                       | Charles Churchill                                  | Sondergesandter | Georg I.    | Karl VI.                               |                  |
| 1721                       | Francis Colman                                     | Gesandtschaftssekretär | Georg I.    | Karl VI.                               | 1724             |
| 1724                       | Charles Harrison                                   | Ministerresident | Georg I.    | Karl VI.                               | 1725             |
| 1726                       | George Woodward                                    | Gesandtschaftssekretär | Georg I.    | Karl VI.                               | 1727             |
| 1727                       | James Waldegrave, 1. Earl Waldegrave               | Botschafter | Georg II.   | Karl VI.                               | 1730             |
| 1730                       | Thomas Robinson, 1. Baron Grantham                 | Ministre plénipotentiaire | Georg II.   | Karl VI.                               | 1748             |
| 1742                       | James Porter                                       | Geschäftsträger | Georg II.   | Karl VII.                              | 1747             |
| 1742                       | Thomas Villiers, 1. Earl of Clarendon              | Sondergesandter | Georg II.   | Karl VII.                              | 1743             |
| 1748                       | Robert Murray Keith                                | († 1774) Gesandter, ab 1753 Ministre plénipotentiaire | Georg II.   | Karl VII.                              | 1757             |
| 1752                       | John Carmichael, 3. Earl of Hyndford               | Sondergesandter | Georg II.   | Karl VII.                              |                  |
| 1757                       | Siebenjähriger Krieg                               | Siebenjähriger Krieg | Georg II.   | Karl VII.                              | 1763             |
| 22. März 1763              | Philip Stanhope, 4. Earl of Chesterfield           | außerordentlicher Gesandter beim immerwährenden Reichstag in Regensburg. | Georg III.  | Karl VII.                              |                  |
| 7. Mai 1763                | James Porter                                       | Ministre plénipotentiaire beim Reichstag (Heiliges Römisches Reich) in Brüssel. | Georg III.  | Karl VII.                              |                  |
| 3. März 1764               | William Gordon                                     | Ministre plénipotentiaire beim immerwährenden Reichstag in Regensburg. | Georg III.  | Karl VII.                              |                  |
| 23. Nov. 1765              | William Gordon                                     | Ministre plénipotentiaire beim Reichstag in Brüssel. | Georg III.  | Joseph II.                             |                  |
| 23. Nov. 1765              | Fulke Greville                                     | Ministre plénipotentiaire beim immerwährenden Reichstag in Regensburg. | Georg III.  | Joseph II.                             |                  |
| 1769                       | Lewis de Visme                                     | Ministre plénipotentiaire beim immerwährenden Reichstag in Regensburg. | Georg III.  | Joseph II.                             |                  |
| 24. Dez. 1773              | Hugh Elliot Lord Henley                            | Ministre plénipotentiaire beim immerwährenden Reichstag in Regensburg. | Georg III.  | Joseph II.                             |                  |
| 31. Okt. 1776              | Morton Eden                                        | Ministre plénipotentiaire beim immerwährenden Reichstag in Regensburg. | Georg III.  | Joseph II.                             |                  |
| 4. März 1777               | Alleyne FitzHerbert, 1. Baron St Helens            | Ministre plénipotentiaire beim Reichstag in Brüssel. | Georg III.  | Joseph II.                             |                  |
| 1779                       | Richard Oakes                                      | Ministre plénipotentiaire beim immerwährenden Reichstag in Regensburg. | Georg III.  | Joseph II.                             |                  |
| 7. Apr. 1780               | John Trevor                                        | Ministre plénipotentiaire beim immerwährenden Reichstag in Regensburg sowie in Kurköln. | Georg III.  | Joseph II.                             |                  |
| 8. März 1781               | Ralph Heathcote                                    | Ministre plénipotentiaire in Kurköln | Georg III.  | Joseph II.                             |                  |
| 1783                       | George Byng, 1. Viscount Torrington                | Ministre plénipotentiaire beim Reichstag in Brüssel. | Georg III.  | Joseph II.                             |                  |
| 22. Feb. 1783              | Robert Monckton-Arundell, 4. Viscount Galway       | Ministre plénipotentiaire beim immerwährenden Reichstag in Regensburg sowie in Kurköln. | Georg III.  | Joseph II.                             |                  |
| 19. Nov. 1783              | Thomas Walpole                                     | außerordentlicher Gesandter in Kurköln | Georg III.  | Joseph II.                             |                  |
| 19. Nov. 1788              | Thomas Walpole                                     | außerordentlicher Gesandter und Ministre plénipotentiaire in Kurköln | Georg III.  | Joseph II.                             |                  |
| 14. Aug. 1790              | Charles-Henry Fraser                               | Ministre plénipotentiaire beim Niedersächsischen Reichskreis und Resident bei den Hansestädten. | Georg III.  | Leopold II.                            |                  |
| 18. Aug. 1792              | Thomas Bruce, 7. Earl of Elgin                     | Ministre plénipotentiaire beim Reichstag in Brüssel. | Georg III.  | Franz II.                              |                  |
| 1796                       | William Elliot                                     | Ministre plénipotentiaire beim immerwährenden Reichstag in Regensburg sowie in Kurköln. | Georg III.  | Franz II.                              |                  |
| 28. Juli 1798              | James Craufurd                                     | Ministre plénipotentiaire bei dem niedersächsischen Reichskreis und Resident bei den Hansestädten. | Georg III.  | Franz II.                              |                  |
| 1799                       | Gilbert Elliot-Murray-Kynynmound, 1. Earl of Minto | | Georg III.  | Franz II.                              |                  |
| 11. Juni 1799              | Francis Drake                                      | beim immerwährenden Reichstag in Regensburg | Georg III.  | Franz II.                              |                  |
| 4. Aug. 1801               | Brook Taylor                                       | Ministre plénipotentiaire in Kurköln und Hessen Kassel. | Georg III.  | Franz II.                              |                  |
| 1. März 1805               | William Hill                                       | beim fränkischen Reichskreis | Georg III.  | Franz II.                              |                  |
| 4. Mai 1805                | Edward Thornton                                    | Ministre plénipotentiaire am dänischen Hof, nächst den Hansestädten, dem niedersächsischen Reichskreis, Mecklenburg-Schwerin und Mecklenburg-Strelitz. | Georg III.  | Franz II.                              |                  |

Quelle